# Doku Umarov
Doku Khamatovitj Umarov (tjetjensk: Iумар КIант Доккa; russisk: Доку Хаматович Умаров; arabisk: Dokka Abu Usman; født 13. april 1964, død 18. marts 2013) var en islamisk oprørsleder i Rusland.
Umarov var i perioden 2006-2007 præsident i den ikke anerkendte Tjetenske republik Itsjkeria og blevet senere selvproklameret leder af Det kaukasiske emirat. Han var eftersøgt i Rusland for påståede kidnapninger og for forræderi. Umarov var en af de mest fremtrædende overgangsledere i Rusland og han påtog sig ansvaret for Terrorangrebet i Moskva 2010. Han har også påtaget sig for ansvaret for terrorangrebet mod Moskva-Domodedovo Lufthavn 24. januar 2011. 